# ارنست بای کوروما

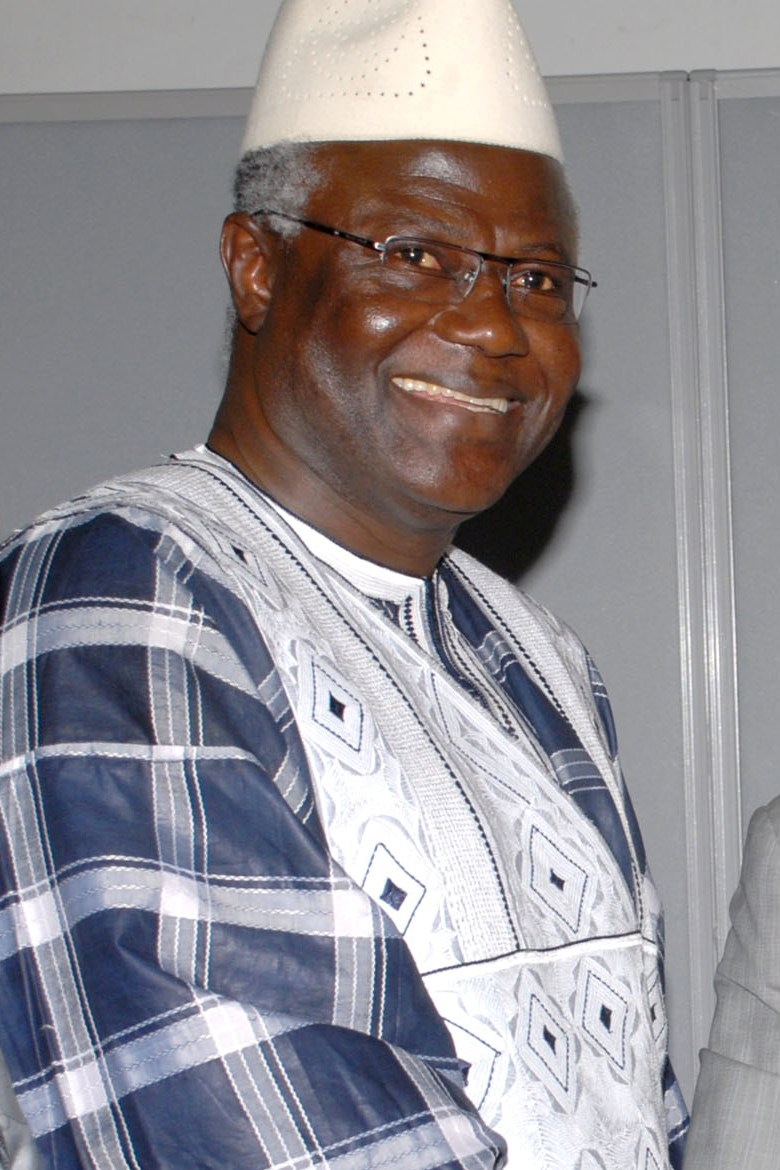

ارنست بای کوروما (به انگلیسی: Ernest Bai Koroma) (زاده ۲ اکتبر ۱۹۵۳)، رئیس‌جمهور اسبق کشور سیرالئون از سپتامبر ۲۰۰۷ به مدت دو دوره ۵ ساله، تا سپتامبر ۲۰۱۷ بود.
وی قبل از ورود به سیاست در سال ۲۰۰۲، بیش از ۲۴ سال مشغول به کار در صنعت بیمه خصوصی بود.
کوروما، مدیر عامل شرکت اعتماد بیمه (Ritcorp) از سال ۱۹۸۸ تا سال ۲۰۰۲، و همچنین مدیر عامل یکی از بزرگترین شرکت‌های بیمه در سیرالئون بود. او سال ۱۹۷۶ فارغ‌التحصیل از دانشگاه خلیج Fourah، قدیمی‌ترین دانشگاه در غرب آفریقا، شد.
وی، عضو پارلمان سیرالئون به نمایندگی از منطقه خود (Bombali)، از سال ۲۰۰۲ تا ۲۰۰۷ بوده و در سال ۲۰۰۵، رهبر اقلیت پارلمان سیرالئون انتخاب شد و تا ریاست جمهوری در سال ۲۰۰۷ در این سمت باقی‌ماند.

## انتخابات ریاست جمهوری سیرالئون سال ۲۰۰۷ و ۲۰۱۲
کوروما در دور اول از حزب اپوزیسیون کنگره ملی متحد (APC) با کسب حدود ۶۰ درصد آرا توانست بر سولومان بروا از حزب حاکم ملت با کسب ۲۰ درصد آرا، پیروز شود.
او جایگزین احمد تجان کابا، رئیس‌جمهور سابق سیرالئون شد.
کوروما برای دومین بار در انتخابات ریاست جمهوری سیرالئون سال ۲۰۱۲، با کسب ۵۸٫۷ درصد آرا توانست در دور دوم انتخابات ریاست جمهوری سیرالئون پیروز شود. جولیوس مآدا، مهمترین رقیب وی ۳۷٫۴ درصد آرا را بدست آورد.
بر اساس قانون‌اساسی سیرالئون، کوروما نمی‌تواند برای سومین بار رئیس‌جمهور شود.